# S/2004 S 6
| تعليق                        |                           |
| اكتشافه                      |                           |
| اكتشفه                       | الفريق العلمي لكاسيني     |
| في سنة                       | 2004                      |
| خصائص المدار                 |                           |
| نصف المحور الرئيسي           | 140,134 ± 2 كيلومتر       |
| الشذوذ المداري               | 0.00200 ± 0.00004         |
| فترة المدارِ الفلكية          | 0.6180116 ± 0.0000004 يوم |
| الميل المداري إلى مسار الشمس | 0.002 ± 0.001°            |
| قمر لكوكب                    | زحل                       |
| الخصائص الطبيعية             |                           |
| المحور شبه الرئيسي           | أقل من 5 كيلومتر          |
| كتلة                         | ؟ كيلوغرام                |
| كثافة                        | ؟ غرام\سنتيمتر3           |
| جاذبية سطحية على خط الاستواء | ≈ 0,00 متر\ثانية2،        |
| درجة البياض                  | ؟                         |

القمر S/2004 S 6 هو تعيين المؤقت لكائن يدور حول زحل قريب جدا من حلقة زحل ف. ومن غير الواضح فيما إذا كان ليس سوى أجمة عابرة من الغبار، أو إذا كان هناك نواة لقمر يدور حول زحل.
ورصد لأول مرة من قبل العلماء في الصور التي اتخذتها كاسيني-هويجنز في 28 تشرين الأول 2004، وأعلن في 8 تشرين الثاني من نفس العام. ويظهر أفضل أثر للكائن في هذه المنطقة في مالا يقل عن خمسة مشاهد محتملة خلال الفترة حتى أواخر عام 2005. وعلى سبيل المقارنة ،كائنين في محيط الحلقة ف (إس/2004 إس 3 وإس/2004 إس 4) شوهدا بوقت أبكر من مشاهدته بعدة أشهر لكن لم تتم مشاهدته فيما بعد ومع ذلك، فإنه لا يزال من غير الواضح ما إذا كانت هناك نواة صلبة لـ S/2004 S 6 أو كان مجرد أجمة غبار عابر من شأنها أن تبدد خلال فترة زمنية تمتد من أشهر إلى سنوات.
شوهد S/2004 S 6 داخل وخارج الحلقة ف وبالتالي يجب أن يعبر مداره هذه الحلقة.